# Grosuplje
Grosuplje (německy Grosslupp) je označení nejen pro město, ale také pro územně-správní jednotku (občinu) ve středu Slovinska.

## Historie a současnost
První písemná zmínka pochází z roku 1136, kdy se hovoří o GROSLUPP. Valvasor používá označení Velike Uplje. Existuje třináct výkladů původu názvu sídla.
Grosuplje se v průběhu devatenáctého století stalo významným dopravním uzlem. Dříve malá obec s 350 obyvateli získala v důsledku výstavby železnice (1869) spojení s Žužemberkem. V roce 1893 byla po dlouholetých rozpravách ve vídeňském parlamentu postavena také dráha Lublaň – Kočevje, která procházela přes Grosuplje.
Po druhé světové válce nastal rozvoj města jako ekonomického a administrativního centra oblasti.